# Mylabris
Oparzyk (Mylabris) – rodzaj chrząszczy z rodziny oleicowatych. Fauna Europaea wymienia 42 gatunki należące do sześciu podrodzajów.